# Vasile Usturoi
Vasile Usturoi (Boekarest, 3 april 1997) is een Belgische bokser die uitkomt in de gewichtsklasse "vedergewicht" (tot 57  kg).
Op de Europese kampioenschappen boksen voor amateurs 2022 in Jerevan won hij de gouden medaille in de categorie tot 57 kg. Op de Europese Spelen 2023 in Polen won hij de bronzen medaille. De halve finale was goed voor een ticket voor de Olympische Zomerspelen 2024 in Parijs. Daar werd hij uitgeschakeld door verlies van zijn eerste kamp in de tweede ronde.